# East Brewton
East Brewton – miasto w Stanach Zjednoczonych, w stanie Alabama, w hrabstwie Escambia. W roku 2023 miasto zamieszkiwały 2252 osoby, a gęstość zaludnienia wynosiła 247,5 osoby/km².